# Huijgh Pietersz. Voskuijl
Huijgh Pietersz. Voskuijl of Huygh Pietersz. Voskuyl (Amsterdam, 1591 – Amsterdam, 1665) was een Hollandse kunstschilder, die voornamelijk portretten schilderde. Over zijn leven is weinig bekend. Uit archieven blijkt dat hij op 47-jarige leeftijd trouwende met Grietje Fransdr. uit Gorinchem. Werk van hem is onder meer in het bezit van het Rijksmuseum in Amsterdam en het Mauritshuis in Den Haag.
- Biografisch Portaal: 10861303
- RKD-Nederlands Instituut voor Kunstgeschiedenis: 81954
- Union List of Artist Names: 500002323
- Virtual International Authority File: 95694712